# Sean Curran
Sean M. Curran es un agente estadounidense que se desempeña como el 28.º director del Servicio Secreto de los Estados Unidos desde el 22 de enero de 2025.
Curran dirigió el equipo de protección del presidente Donald Trump antes de su segunda investidura. Curran también estuvo presente durante el intento de asesinato de Trump en Butler, Pensilvania, en julio de 2024. Durante el tiroteo, se apresuró a proteger a Trump cuando recibió un disparo en la oreja derecha.

## Biografía
Curran es de Nueva Jersey. Obtuvo una licenciatura en Artes con especialización en Ciencias Políticas de la Universidad de Stockton y una maestría en línea en capacitación y desarrollo de recursos humanos de la Universidad de Seton Hall.

## Carrera

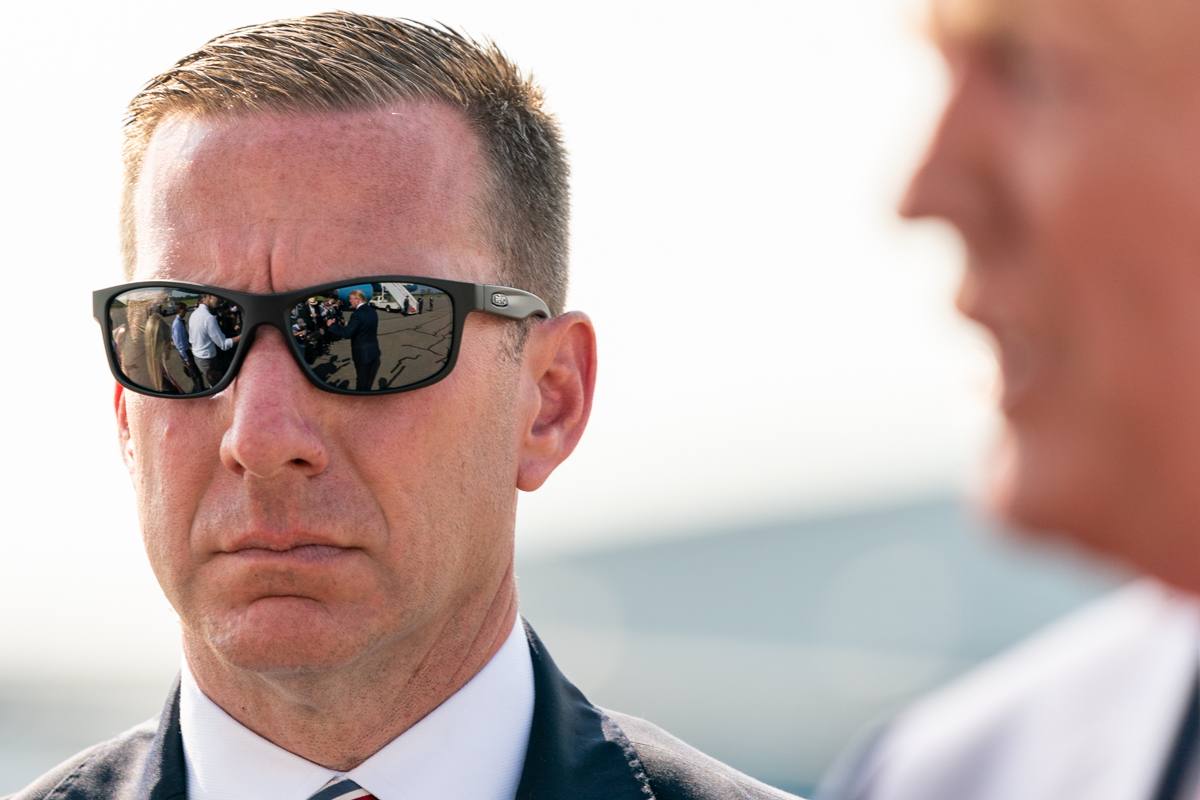
Curran en 2019

Curran se unió a la agencia por primera vez en septiembre de 2001 en la oficina de campo de Newark, y luego se unió a la división de protección de dignatarios y trabajó en el equipo del presidente Obama. Fue ascendido a agente especial adjunto a cargo del equipo de protección presidencial el 29 de diciembre de 2024. 
Curran se desempeñó como agente especial a cargo del equipo de seguridad de Trump durante cuatro años y saltó para cubrirlo en el escenario durante el primer intento de asesinato en su contra el 13 de julio de 2024, en Butler, Pensilvania.
Los medios estadounidenses lo han identificado como el hombre que usa gafas de sol a la derecha de Trump en las imágenes tomadas mientras el entonces candidato era escoltado fuera del escenario. En su papel de líder del equipo de protección del expresidente, Curran supervisó a 85 personas.

### Director del Servicio Secreto
El 22 de enero de 2025, el presidente de los Estados Unidos, Donald Trump nombró a Curran director del Servicio Secreto de los Estados Unidos. En una declaración explicando su decisión, Trump destacó la valentía de Curran, escribiendo: "Demostró su coraje intrépido cuando arriesgó su propia vida para ayudar a salvar la mía de la bala de un asesino en Butler, Pensilvania". 
Antes de su nombramiento, Curran aún no había tenido un puesto en la sede del Servicio Secreto, ni había sido ascendido al Servicio Ejecutivo Superior. El nombramiento como director del Servicio Secreto no requiere la confirmación del Senado.